# Клинички социјални рад
Клинички социјални рад је професионална примена метода у третману и превенцији психосоцијалних дисфункција, дисабилитета, емоционалних и менталних поремећаја, посебно у здравству. Користи се и као синоним за психијатријски социјални рад, али већина социјалних радника сматра да се односи и на свакодневни рад на случају, укључујући нагласак на перспективу особе као дела окружења.